# Urwah ibn Zubayr
'Urwah ibn al-Zubayr ibn al-'Awwam al-Asadi, en árabe: عروة بن الزبير بن العوام الأسدي‎ (falleció en 713), estaba dentro de los siete fuqaha (juristas) que formularon la fiqh de Medina en los tiempos de Tabi‘un. Era, además, un historiador musulmán.

## Biografía

### Familia
Era hijo de Asma bint Abu Bakr y Zubayr ibn al-Awwam, hermano de Abd Allah ibn al-Zubayr y sobrino de Aisha bint Abu Bakr.
Su hijo era Hisham ibn Urwa.

### La época de Uthman
Nació en los primeros años de califato de Uthman en Medina y vivió durante la Guerra Civil que ocurrió después de la muerte de Uthman. Si bien su hermano Abd-Allah ibn al-Zubayr infringió la ley de Abd al-Malik, no se sabe si él lo ayudó o no. Dedicó su vida al estudio del fiqh y el Hadiz, y llegó a tener el mayor conocimiento sobre los hadiz narrados de Aishah. Manifestó: "Antes de que Aishah muriera, vi que me había convertido en una de las cuatro autoridades; dije, 'Si ella muere, ninguno de los hadiz que conoce se perderá. Los recuerdo todos de memoria'".

## Legado
Fue uno de los siete juristas de Medina.

### Obras
Urwah escribió muchos libros pero, por miedo a que se convirtieran en fuentes de autoridad junto con el Corán, los destruyó el día de la batalla de al-Harrah; luego se arrepintió de ello y comentó: "Preferiría tenerlos conmigo más que el doble de mi familia y propiedad".
También se lo conoce por haber escrito uno de los primeros textos en el área de biografías sobre el profeta Mahoma, conocido como Tractor de Seerah.

### Hadiz
Dentro de sus relatos se encuentran:
- El discurso de Umar en Hadiz sobre el Mut´ah prohibido; en inglés, Hadith of Umar's speech of forbidding Mut'ah

Sus relatos fueron transmitidos por:
- Aisha
- Ibn Shihab al-Zuhri

### Visión no musulmana
Gregor Schoeler lo señala como el primer director de la "Escuela histórica madinense", que comenzó la organización sistemática del material en libros (tasnīf)